# StarOffice Basic
StarOffice Basic (auch bekannt unter der Bezeichnung StarBasic und OOoBasic) ist ein BASIC-Dialekt, der in die Office-Pakete LibreOffice, OpenOffice.org und StarOffice und dem darauf basierenden IBM Lotus Symphony integriert ist.

## Vergleich mit anderen BASIC-Dialekten
StarBasic hat eine Ähnlichkeit zu anderen BASIC-Dialekten wie zum Beispiel Microsofts VBA. In der Praxis erfordert ein Makro in StarBasic meist einen größeren Overhead als ein Makro in der entsprechenden Applikation von Microsoft mit gleicher Funktionalität. Im Folgenden ist oben ein Makro für den Writer (Textverarbeitungsprogramm) von OpenOffice dargestellt, unten das Makro mit gleicher Funktion – nämlich dem Zählen der Abschnitte eines Textdokuments – in VBA von Microsoft Word:
```
 
Sub
 
ParaCount

 
'

 
' Absätze in einem Textdokument zählen in OpenOffice Basic

 
'

   
Dim
 
Doc
 
As
 
Object
,
 
Enum
 
As
 
Object
,
 
Count
 
As
 
Long

   
Doc
 
=
 
ThisComponent

 
' Ist dies ein Textdokument?

   
If
 
Not
 
Doc
.
SupportsService
(
"com.sun.star.text.TextDocument"
)
 
Then

     
MsgBox
 
"Dieses Makro muss aus einem Textdokument ausgeführt werden"
,
 
64
,
 
"Error"

     
Exit
 
Sub

   
End
 
If

   
Count
 
=
 
0

 
' Jeden Teil des Dokuments überprüfen - Absatz oder Tabelle?

   
Enum
 
= 
Doc
.
Text
.
CreateEnumeration

   
While
 
Enum
.
HasMoreElements

     
TextEl
 
=
 
Enum
.
NextElement

 
' Ist dieser Teil des Dokuments ein Absatz?

     
If
 
TextEl
.
SupportsService
(
"com.sun.star.text.Paragraph"
)
 
Then

     
Count
 
=
 
Count
 
+
 
1

     
End
 
If

   
Wend

 
'Ergebnis anzeigen:

   
MsgBox
 
Count
,
 
0
,
 
"Anzahl der Absätze"

 
End
 
Sub

```

```
Sub
 
ParaCount
()

 
'

 
' Absätze in einem Textdokument zählen in MS Word Visual Basic

 
'

  
MsgBox
 
ActiveDocument
.
Paragraphs
.
Count

End
 
Sub

```